# 田中渉太
田中 渉太（たなか しょうた、1986年12月24日 - ）は、日本の元ラグビー選手。

## プロフィール
- 佐賀県出身。
- ポジションはウィング(WTB)。
- 身長 170cm、体重 80kg
- ニックネームはしょーた、げーはー。
- 7人制日本代表のトレーニングスコッドに選ばれたことがある[1]。
- U17日本代表に選ばれたことがある[2]。

## 略歴
ラグビーは高校から始めた。
2005年、佐賀工業高校卒業後、早稲田大学に入る。なお佐賀工業高校時代、第28回全国高校東西対抗試合の参加メンバーに選出された。
2009年、早稲田大学卒業後、Plan・Do・Seeに入社。翌2010年、退社。
2011年、ヤマハ発動機ジュビロに加入。同年10月29日に行われたジャパンラグビートップリーグ第1節のNTTコミュニケーションズシャイニングアークス戦に先発出場で公式戦初出場を果たす。
2021年、現役を引退した。